# Ноаптеш
Ноаптеш (рум. Noapteș) — село у повіті Арджеш в Румунії. Адміністративно підпорядковане місту Куртя-де-Арджеш.
Село розташоване на відстані 135 км на північний захід від Бухареста, 31 км на північний захід від Пітешть, 109 км на північний схід від Крайови, 96 км на південний захід від Брашова.

## Населення
За даними перепису населення 2002 року у селі проживали 805 осіб, усі — румуни. Усі жителі села рідною мовою назвали румунську.